# 安坑溪
安坑溪，又稱五重溪或五城溪，位於台灣北部，屬於淡水河水系，為新店溪的支流，全長約9.75公里（依新北市水利局資料主流長度約11.1公里），集水區面積約26.7平方公里，流域分佈於新北市新店區西北部。源頭在安坑通谷的二十六份嶺以及獅仔頭山粽串尖（720公尺）北麓，向東北流經五城、二城、頭城，至十四份納永豐圳餘水後轉北流，至外挖仔匯入新店溪。
安坑溪一帶舊稱暗坑仔，乃因安坑溪下切侵蝕劇烈，河谷陡深，兩岸河階地林木茂盛，坑谷深窄，終日幽暗之故。

## 地理
五重溪境內屬河谷地形，流向自西南向東北，水系以主流為排水主幹，支流由永豐圳及其6條支流組成，源自新北市新店區雙城里，標高465公尺，流經三城、二城、頭城、大茅埔、安坑、柴埕、豬肚山，大湳坑等地，於中安大橋下匯入新店溪。
五重溪位於新北市新店區西側之安坑地區，為新店地區重要排水之一，集水區境內有90%以上屬山坡地。
由於安坑溪的上游逐漸侵入二十六份分水嶺以南之橫溪河谷，形成谷分水的襲奪現象，分水嶺高度會逐漸降低，分水點也會向橫溪所在的三峽方向移動。

## 安坑溪主要支流
- 安坑溪
  - 溪西溪
  - 薏仁坑溪
  - 小粗坑溪
  - 二叭子溪
  - 大粗坑溪